# NGC 5323
NGC 5323 is een spiraalvormig sterrenstelsel in het sterrenbeeld Kleine Beer. Het hemelobject werd op 20 december 1797 ontdekt door de Duits-Britse astronoom William Herschel.

## Synoniemen
- UGC 8719
- MCG 13-10-12
- ZWG 353.25
- IRAS 13451+7704
- PGC 48785